# Windows 9x
Windows 9x - лінійка 16/32 розрядних операційних систем.
До Windows 9x відносять Windows 95, Windows 98, Windows 98 SE та Windows Me.
Перша операційна система-Windows 95 вийшла 24 серпня 1995 року.
Однією з властивостей Windows (95,98,98 SE) була підтримка реального режиму MS-DOS. У Windows 95 MS-DOS та Windows вперше були об'єднані та продавались разом. У Windows Me підтримка реального режиму була заблокована.

## Послідовність завантаження (Windows 95/98/98SE)
Спочатку завантажується Boot.mbr, потім MS-DOS 7.x, а саме
1. IO.SYS (ядро MS-DOS) та MSDOS.SYS, відповідний за порядок завантаження
2. Утиліта для роботи зі стиснутими дисками та BOOTLOG.TXT
3. Зчитується Config.sys, та завантажуються утиліти, записані у нього
4. Завантажуються HIMEM.SYS та IFSHLP.sys (у Windows 98 автоматично, без посилання на них у Config.sys). У Windows 98SE після HIMEM.SYS та перед IFSHLP.sys відповідно, завантажується DBuff.sys автоматично
5. Завантажується COMMAND.COM(якщо обраний реальний Режим MS-DOS) - інтерпретатор команд
6. Зчитується Autoexec.bat, та завантажуються утиліти й налаштування, записані у нього
7. Завантажується Win.com — програма, яка завантажує Windows

Завантаження Windows:
1. Win.com зчитує свій файл налаштування Win.ini
2. При потребі перевірити диск на наявність помилок, завантажується Scandisk.exe, у випадку пошкодження реєстрових файлів(System.dat та User.dat) або за відсутності хоча б одного з них, завантажується Scanreg.exe, який відновлює увесь реєстр за резервною копією, або створює новий. Після оновлення реєстру комп'ютер перезавантажується.
3. Win.com шукає і завантажує файл VMM32.VXD, який має знаходитися у каталозі System, за його відсутності або пошкодження Windows не може завантажуватись Windows
4. VMM32.VXD використовує System.ini для подальшого завантаження. У разі відсутності System.ini або відсутності у ньому розділу 386Enh, VMM32.VXD повідомляє про неможливість подальшого завантаження.

## Послідовність завантаження Windows Me
Через те, що у Windows Me заблокований реальний режим, немає завантаження деяких утиліт.
Спочатку завантажується Boot.mbr, потім MS-DOS 8.0, а саме
1. IO.sys(ядро MS-DOS) та MSDOS.sys, відповідний за порядок завантаження
2. Утиліта для роботи з стиснутими дисками(мінімум функцій) та BOOTLOG.TXT
3. Завантажуються HIMEM.SYS, DBuff.sys та IFSHLP.sys
4. Завантажується Win.com - програма, яка завантажує Windows. У випадку відсутності або пошкодження Win.com операційна система Windows Me все одно завантажується.

Завантаження Windows:
1. Win.com зчитує свій файл налаштування Win.ini.
2. У випадку потребі перевірити диск на наявність помилок, завантажується Scandisk.exe але після неповного завантаження операційної системи, у випадку пошкодження реєстрових файлів(System.dat,User.dat та Classes.dat) або за відсутності хоча б одного з них, завантажується Scanreg.exe, який відновлює увесь реєстр за резервною копією, або створює новий. Після оновлення реєстру комп'ютер перезавантажується.
3. Win.com шукає і завантажує файл VMM32.VXD, який має знаходитися у каталозі System, за його відсутності або пошкодження Windows не може завантажуватись Windows
4. VMM32.VXD використовує System.ini для подальшого завантаження. У разі відсутності System.ini або відсутності у ньому розділу 386Enh, VMM32.VXD повідомляє про неможливість подальшого завантаження.

## Архітектура
Windows 9x має гібридну 16/32-бітну архітектуру, засновану на MS-DOS як завантажувачі та середовищі сумісності. Основні компоненти, зокрема Virtual Machine Manager (VMM), GDI та USER, реалізовані у 32-бітному вигляді, однак багато підсистем залишилися 16-бітними, що знижує стабільність.
Система підтримує кооперативну багатозадачність для 16-бітних програм і витіснювальну — для 32-бітних. Відсутній захист пам’яті між процесами та справжнє розмежування користувачів. Взаємодія з обладнанням здійснюється напряму або через VxD-драйвери. Попри це, Windows 9x підтримує Plug and Play, USB, FAT32 та DirectX, що зробило її популярною серед домашніх користувачів.

## Відмінності від Windows родини NT
Відсутність диспетчера завдань Windows, а саме - більшості функцій, наявних у лінійці NT.
Щоб закрити або завантажити програму (як це робиться за допомогою диспетчера завдань у родині Windows NT) треба запускати одну утиліту, а щоб зупинити якийсь процес (наприклад системний) треба один раз натиснути Ctrl+Alt+Del, а потім у діалоговому вікні вже робити так само, як у диспетчері завдань Windows родини NT.